# Greg Tate
Gregory Stephen Tate (Dayton, Ohio, 14 de octubre de 1957-Nueva York, 7 de diciembre de 2021) fue un escritor, periodista, músico y productor estadounidense. Sus escritos se centran en la música y la cultura afroamericanas. Fue miembro fundador de la Black Rock Coalition y líder de Burnt Sugar.

## Biografía
Nació y creció en Dayton, Ohio. Cuando tenía trece años, su familia se trasladó a Washington D. C.. Atribuye a Black Music de Amiri Baraka y Rolling Stone, que leyó por primera vez cuando tenía catorce años, el haber estimulado su interés por coleccionar y escribir sobre música. De adolescente, Tate aprendió por sí mismo a tocar la guitarra. Asistió a la Universidad de Howard, donde estudió periodismo y cine.
En 1982 se trasladó a Nueva York, donde entabló amistad con otros músicos, como James "Blood" Ulmer y Vernon Reid. En 1985 cofundó la Black Rock Coalition con algunos de los músicos afroamericanos que conocía y que compartían el interés por tocar rock.
En 1987 se convirtió en redactor de The Village Voice, puesto que ocupó hasta 2005. Su ensayo de 1986 Cult-Nats Meet Freaky Deke para el suplemento literario de The Voice se considera un hito en la crítica cultural negra. En el ensayo, yuxtapone el «estereotipo algo anquilosado del intelectual negro como alguien que opera desde una noción estrecha y esencializada de la cultura negra» (nacionalistas culturales o Cult-Nats) con los extraños «muchos colores vibrantes y la dinámica de la vida y el arte afroamericanos», tratando de encontrar un punto medio para derribar «ese bastión del pensamiento supremacista blanco, el mundo artístico [y literario] occidental». Su trabajo también se publicó en The New York Times, The Washington Post, Artforum, Down Beat, Essence, JazzTimes, Rolling Stone y Vibe. The Source lo describió como uno de «los padrinos del periodismo de hip-hop».
En 1999, fundó Burnt Sugar, un conjunto de improvisación cuyo tamaño varía entre trece y 35 músicos. Tate describió el grupo en 2004 como «una banda que quería escuchar pero que no podía encontrar». También fue profesor visitante de estudios africanos en la Universidad de Brown y profesor visitante Louis Armstrong en el Centro de Estudios de Jazz de la Universidad de Columbia. En 2010, recibió una beca de United States Artists.
Tate falleció el 7 de diciembre de 2021 a la edad de 64 años. Esa noche, el Teatro Apollo de Harlem puso su nombre en la marquesina en su memoria.

## Vida personal
Tate tuvo una hija, Chinara Tate, nacida alrededor de 1979. Residió durante mucho tiempo en Harlem, Nueva York.

## Obras
- Flyboy in the Buttermilk: Essays on Contemporary America (en inglés). New York: Simon & Schuster. 1992. ISBN 0-671-72965-9.
- Everything But the Burden: What White People Are Taking From Black Culture (en inglés). New York: Broadway Books. 2003. ISBN 0-7679-0808-2.
- Midnight Lightning: Jimi Hendrix and the Black Experience (en inglés). Chicago: Lawrence Hill Books. 2003. ISBN 1-55652-469-2.
- Flyboy 2: The Greg Tate Reader (en inglés). Durham, N.C.: Duke University Press. 2016. ISBN 978-0-8223-6180-0.